# 丸山修一郎
丸山 修一郎（まるやま しゅういちろう、1890年（明治23年）3月9日 - 1965年（昭和40年）1月1日）は、明治末から昭和前期の教育者、政治家。衆議院議員、秋田県由利郡亀田町長。

## 経歴
秋田県由利郡亀田町字六呂田（岩城町亀田字六呂田を経て現由利本荘市）で生まれる。1911年（明治44年）秋田県師範学校本科を卒業した。
秋田県公立小学校訓導となる。築山小学校に勤務していた1919年（大正8年）5月、秋田県青年教育者同志会（小原國芳系）を結成し、飯坂兵治の白楊会（手塚岸衛系）と共に秋田県の大正自由教育運動を主導した。1920年（大正9年）4月、秋田県女子師範学校附属小学校長に転任。自由教育運動の実践のため1921年（大正10年）10月、金浦小学校長に左遷された。以後、亀田小学校長、秋田県視学、社会教育主事補などを歴任。1941年（昭和16年）北京日本東城第一高等小学校長に転じ、同日本青年学校長も務めた。その後、北支那方面軍司令部嘱託となった。
帰国後、秋田青年学校長を務め1946年（昭和21年）に退職した。
1946年4月の第22回衆議院議員総選挙に秋田県全県区から出馬して当選し、衆議院議員に1期在任した。この間、国民党婦人部長、国民協同党中央常任委員などを務めた。
1947年（昭和22年）亀田町長に選出された。その他、秋田県教育同行会長、秋田市教育会長、秋田県体育協会理事、秋田文化新報社長などを務めた。

## 著作
- 『回顧七十年』秋田活版印刷、1963年。